# Chiesa di Sant'Anna (Brentonico)
La chiesa di Sant'Anna è la parrocchiale a Saccone, frazione di Brentonico in Trentino. Fa parte della zona pastorale della Vallagarina dell'arcidiocesi di Trento e risale al XVII secolo.

## Storia

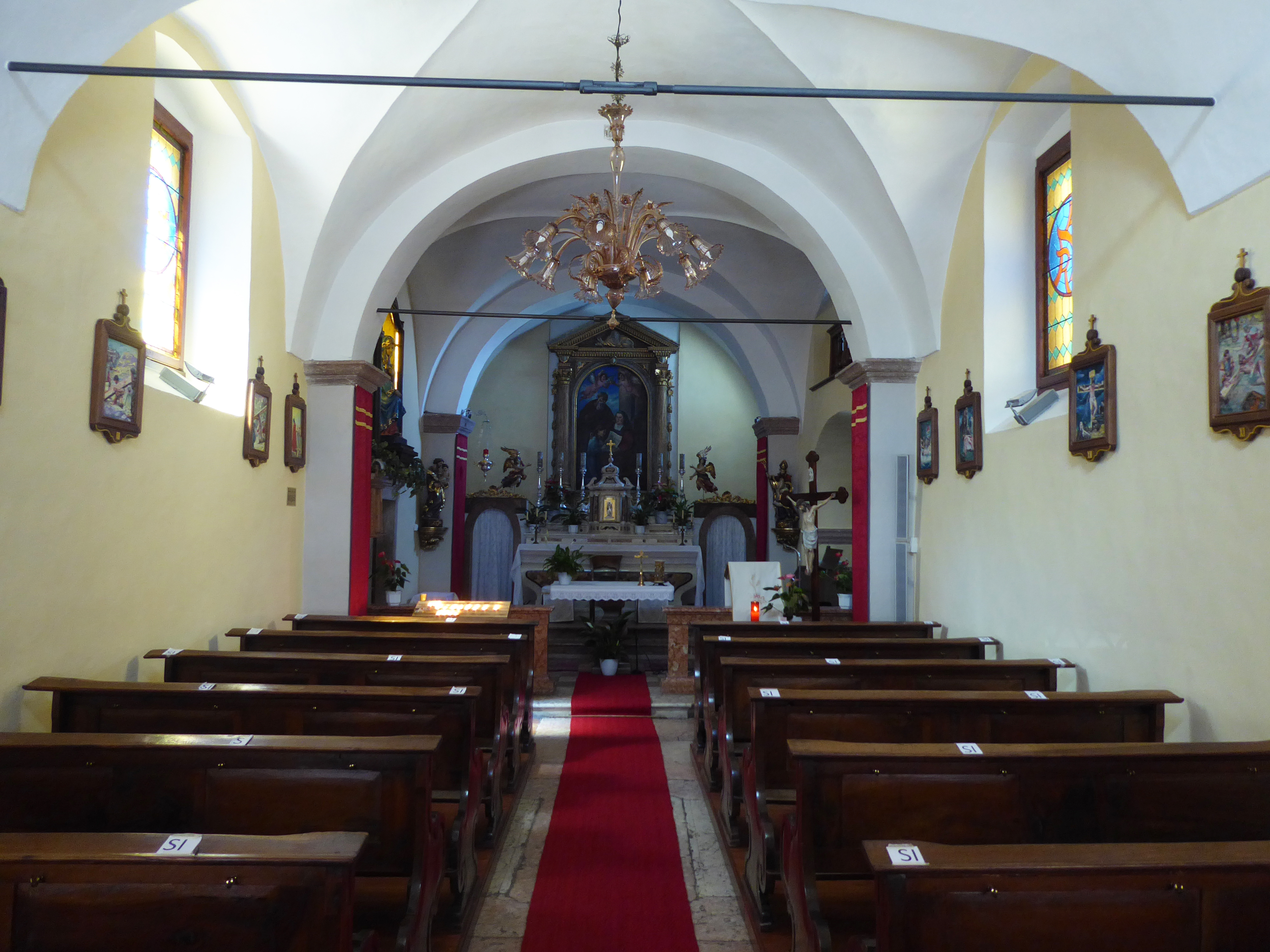
Interno

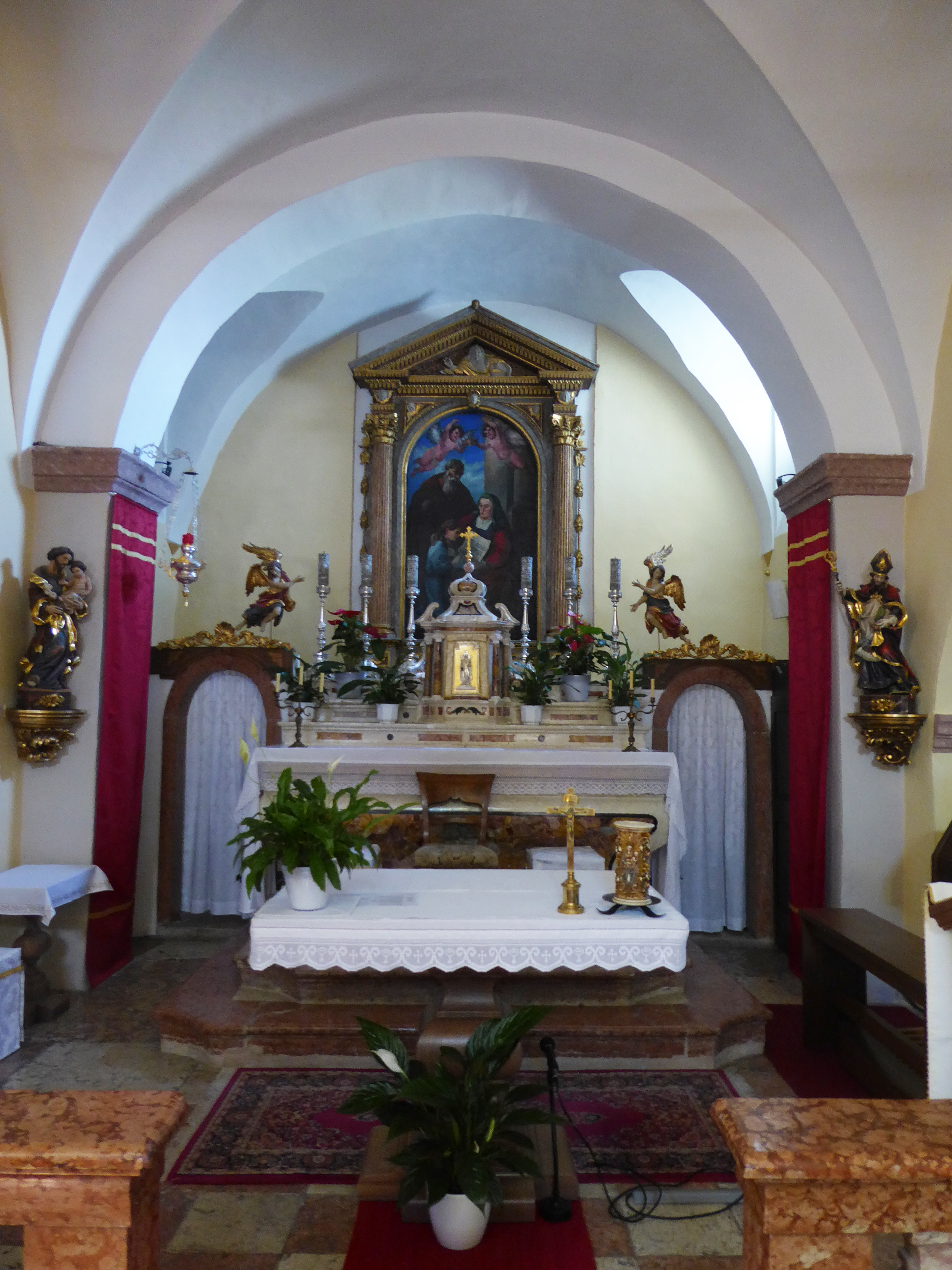
Presbiterio

L'edificio della chiesa di Saccone venne costruito nella seconda metà del XVII secolo ed ultimato nel 1689 (data riportata su una lunetta interna). Venne consacrata, inizialmente con dedicazione a San valentino, nel 1694, e quasi contemporaneamente divenne primissaria della curazia di Prada, che aveva sede nella chiesa di Santa Maria Maddalena.
Nel 1786, dal punto di vista della giurisdizione ecclesiastica, il territorio di Brentonico lasciò la diocesi di Verona ed entrò nella diocesi di Trento.
Ottenne dignità curiaziale nel 1856, sussidiaria della pieve di Brentonico, la chiesa dei Santi Pietro e Paolo. Pochi anni dopo sul lato opposto alla sacrestia venne eretto l'oratorio, accessibile anche dall'esterno.
Ottenne dignità parrocchiale nel 1942, distaccandosi così dalla parrocchia di Prada. Negli anni sessanta fu oggetto di restauri conservativi e rinnovi strutturali come interventi sulla zona absidale, sulla facciata, sulla copertura del tetto e delle pavimentazioni sia interna della sala sia del sagrato.

## Descrizione

### Esterni
La piccola chiesa si trova in contrada Césa. La facciata a capanna con due spioventi ha un portale architravato sormontato, nella parte alta, da una piccola finestra a lunetta.

### Interni
L'aula è a navata è unica, con volta a botte. L'altare maggiore in marmo è opera di maestri di Castione e il tabernacolo è stato scolpito da un unico blocco di pietra calcarea decorato da marmi policromi. Sino al XVIII secolo l'altare era stato in legno dorato e conservava le immagini di San Valentino, Sant'Anna e Santa Maria Maddalena.